# Belisırma (Güzelyurt)
Belisırma est un village de Turquie située en Cappadoce dans la région de l'Anatolie centrale. Il fait partie du district de Güzelyurt et de la province d'Aksaray. C'est une destination prisée des amateurs de randonnée et d'art rupestre d'influence byzantine.

## Géographie
À mi-parcours de la vallée d'Ihlara, Belisırma est un village escarpé surplombant les eaux tumultueuses du Melendiz.

## Patrimoine
Le canyon d'Ihlara abrite de nombreuses églises rupestres. Plusieurs sont groupées autour de Belisırma.
- Église Saint-Georges (Kırkdamaltı kilisesi[2])
- Église du Grenier de Bahattın (Bahattın Samanlığı kilisesi[3])
- Église aux Piliers (Direkli kilise[4])
- Église de l'Aga-Généreux (Açikel Aga kilisesi[5])
- Église aux Taches (Ala kilise[6])

## Tourisme

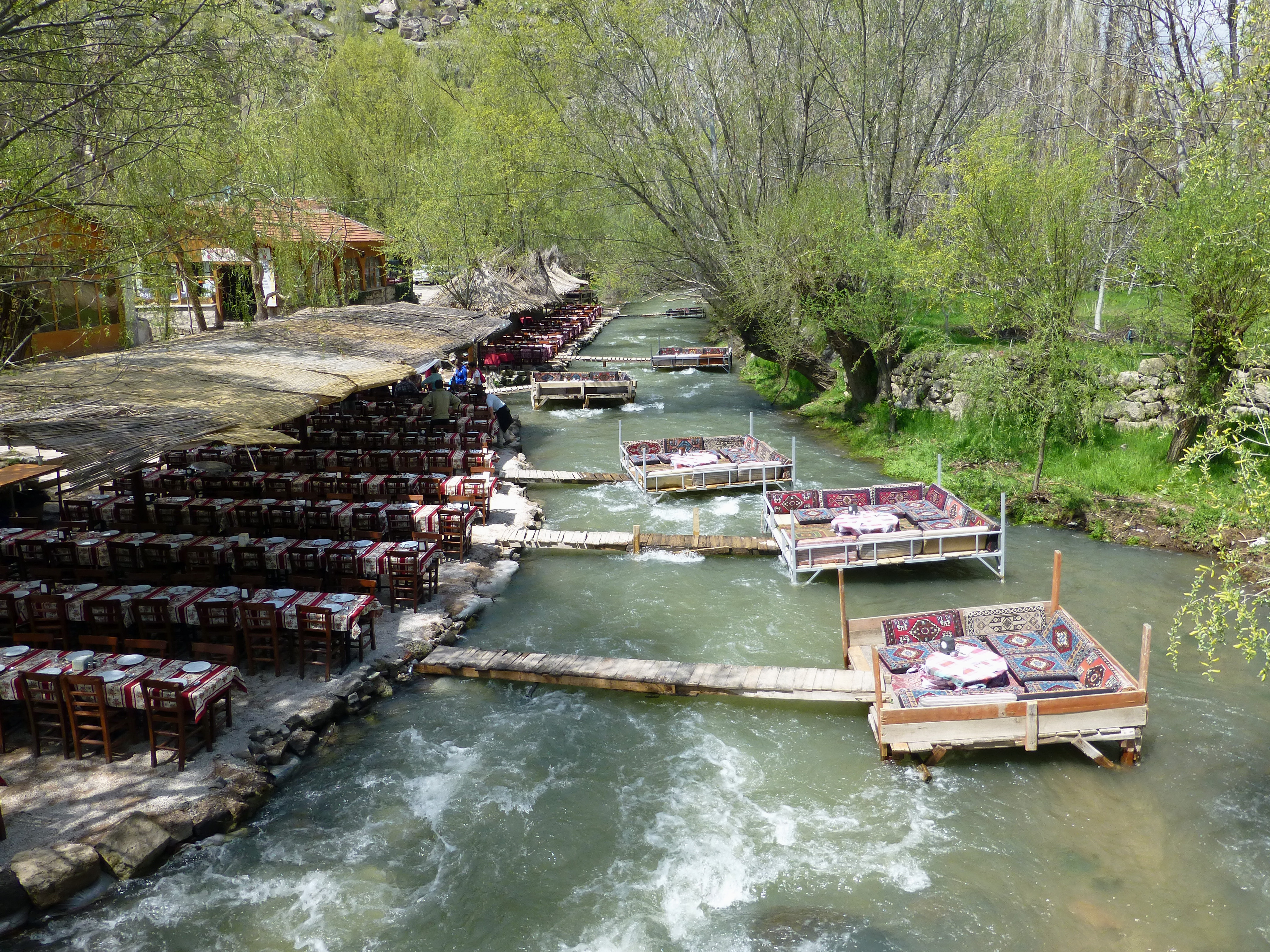
Restaurants au bord du Melendiz

Plusieurs restaurants aménagés le long de la rivière accueillent les visiteurs.